# Calycellina microspis
Calycellina microspis är en svampart som först beskrevs av Petter Adolf Karsten, och fick sitt nu gällande namn av Dennis 1989. Calycellina microspis ingår i släktet Calycellina och familjen Hyaloscyphaceae.   Inga underarter finns listade i Catalogue of Life.